# Izoglosă

Exemplu de izoglosă: răspîndirea sinonimelor doniță și șiștar („vas în care se mulge vaca”) în regiunea Moldova. Izoglosa corespunzătoare trece aproximativ prin orașele Bacău și Vaslui. În zonele marcate cu violet se folosesc ambele variante.

În lingvistică, o izoglosă (sau isoglosă; din cuvintele grecești ίσος isos, egal, și γλῶσσα glossa, limbă) este o linie trasată pe o hartă pentru a indica limitele ariei de răspîndire a unei particularități lingvistice. În general izoglosele separă aspecte comparabile din limbi înrudite, dialecte sau graiuri, ca de exemplu:
- moduri diferite de pronunțare a unui anumit sunet de origine comună; în acest caz izoglosa se numește izofonă;
- sensuri diferite ale unui cuvânt sau, invers, cuvinte diferite pentru același sens; în acest din urmă caz izoglosa se numește izolexă;
- variante ale unei construcții sintactice;
- moduri distincte de flexionare a unui cuvânt.

Izoglosele care corespund unor fenomene diferite (corelate sau nu) se pot grupa uneori în fascicule de izoglose; acestea pot reprezenta limitele între două dialecte. În acest caz adesea una dintre izoglose este selectată ca fiind reprezentativă pentru distingerea dialectelor implicate.

## Exemple
Iată cîteva din cele mai cunoscute izoglose:
- Izoglosa centum-satem împarte limbile indo-europene în două mari grupe în funcție de evoluția consoanelor dorsale din limba proto-indo-europeană. Denumirea provine de la cuvântul sută în limba latină (centum, unde primul sunet se pronunță [k]) și în limba avestană (satəm). Izoglosa împarte Eurasia cu o line aproximativ pe direcția nord-sud; la vest se situează limbile centum: italice, celtice, germanice, limba greacă și altele care au dispărut, iar la vest limbile satem: indo-iraniene, baltice, slave, albaneza, armeana și probabil limbile tracă și dacă, despre care însă nu se știu suficiente detalii.

- Linia La Spezia-Rimini (sau linia Massa-Senigallia) este o izoglosă care separă dialectele limbii italiene -- și prin extensie toate limbile romanice -- în două grupe, după modul de formare a pluralului substantivelor. Această linie, orientată est-vest, trece printre orașele Bologna și Florența; regiunile de la sud de izoglosă, inclusiv limbile romanice de est (printre care și limba română), formează pluralul prin alternanțe vocalice, în timp ce în zonele de la nord de izoglosă și din vestul Europei pluralul se formează cu sufixul s.

- Linia Benrath (sau linia maken-machen) este un fascicul de izoglose în arealul limbii germane, care distinge dialectele germanei înalte (Hochdeutsch) de celelalte dialecte. Această linie trece aproximativ prin Benrath (aparținînd de Düsseldorf) în vest și zona orașelor Magdeburg și Berlin în est. Izoglosa reprezentativă a fasciculului este distincța maken-machen (a face) apărută în urma unui proces de tranziție consonantică de la k la ch între secolele al III-lea și al IX-lea, proces care a afectat numai dialectele de la sud de linia Benrath.

## Galerie

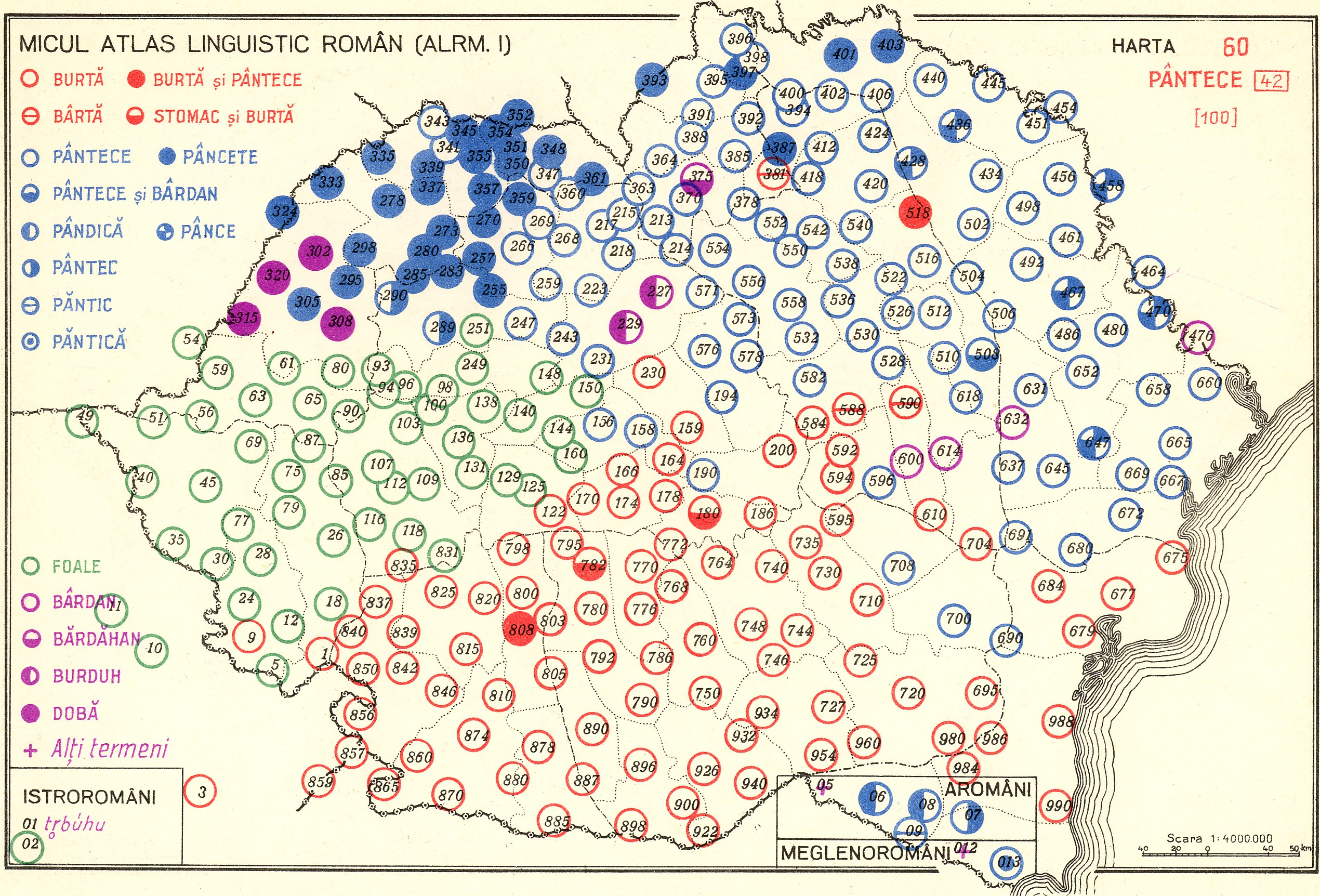
Distribuţia termenilor sinonimi cu burtă la vorbitorii de limba română
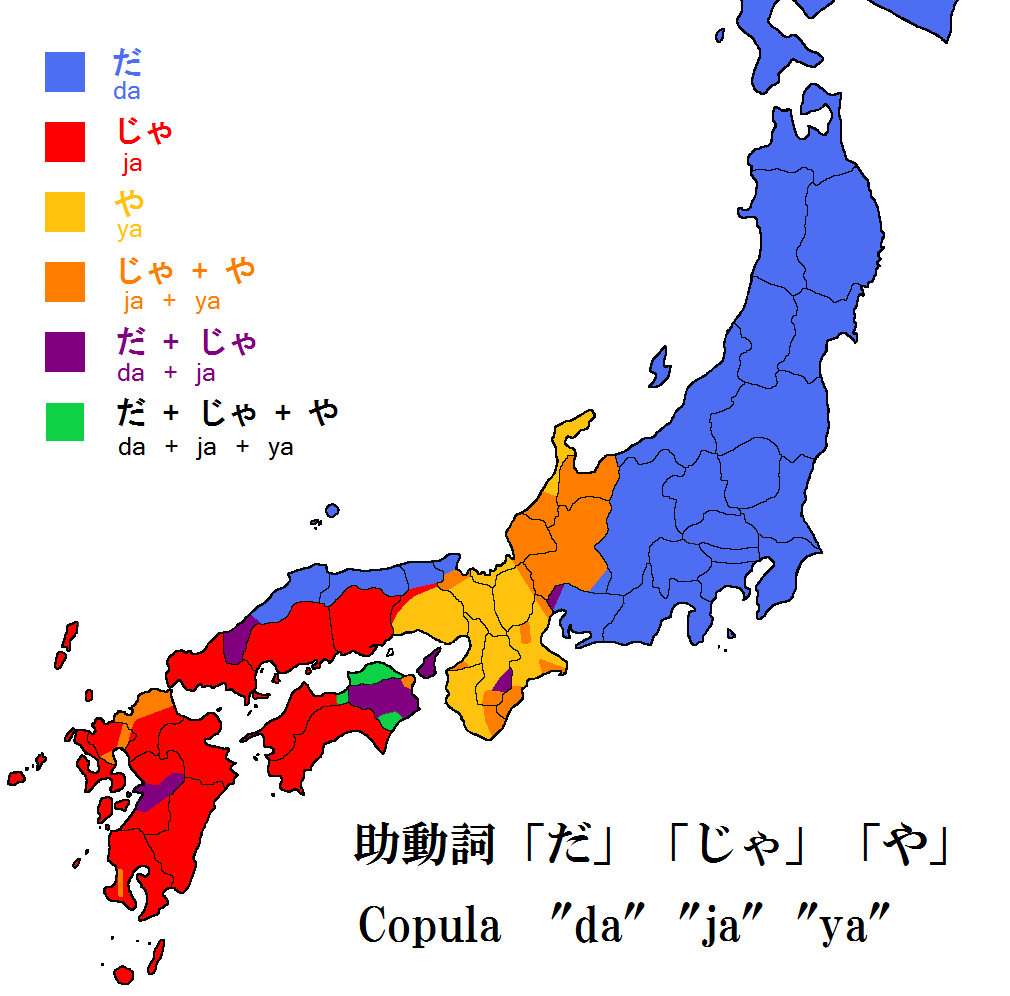
Distribuţia diferitelor forme ale copulei だ da pe arealul limbii japoneze.
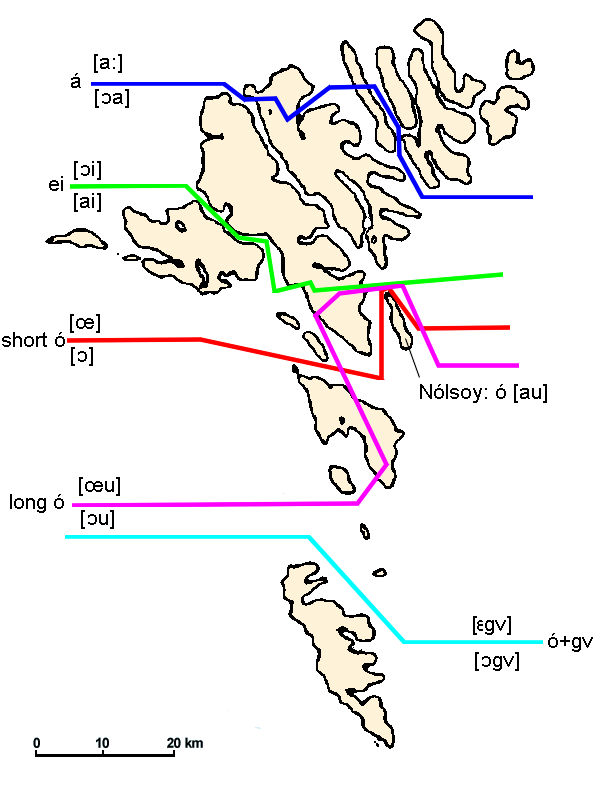
Izoglose în arealul limbii feroeze.
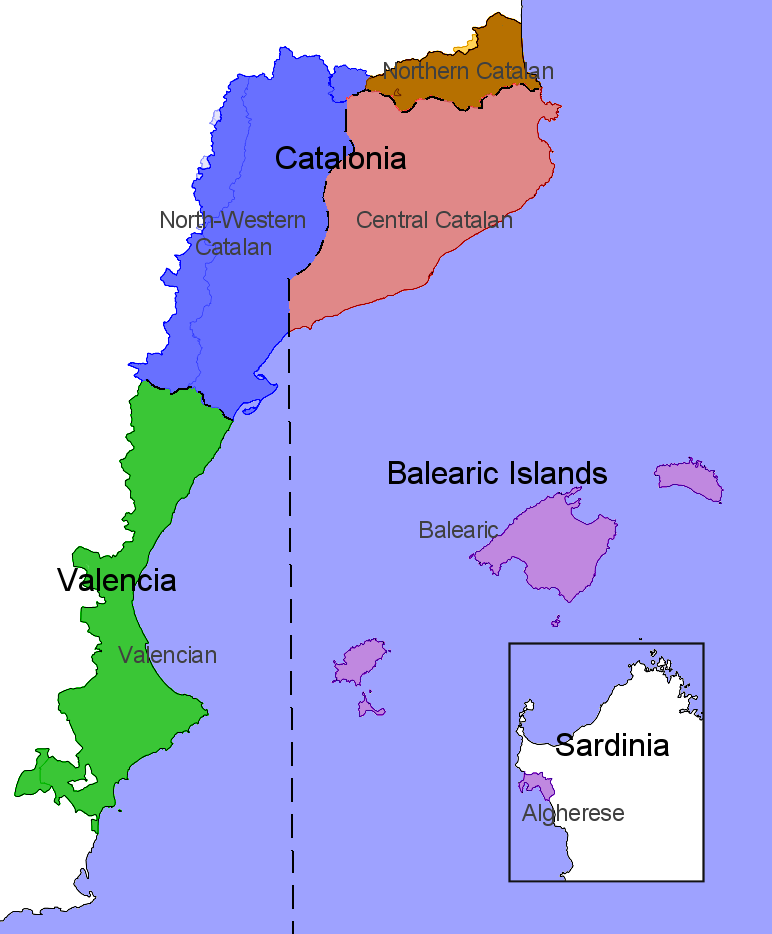
Separarea dialectelor estice şi vestice ale limbii catalane.
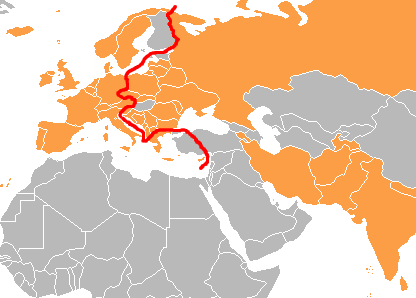
izoglosa centum-satem în prezent.
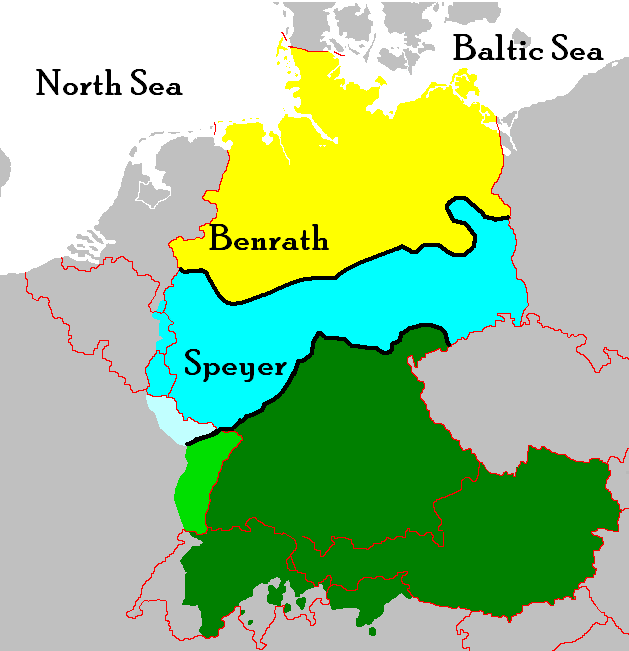
Izoglosele Benrath şi Speyer pe arealul limbii germane.
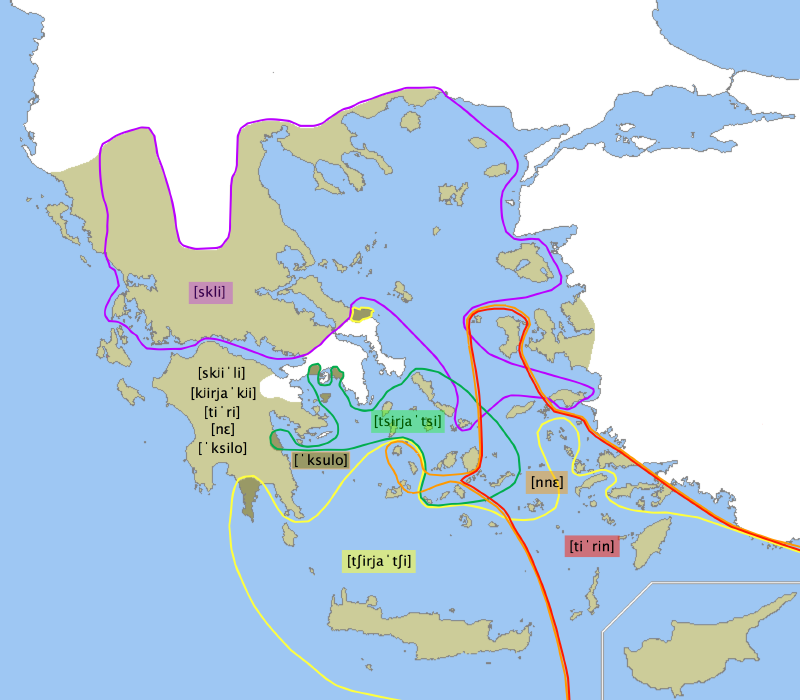
Izoglose ale limbii elene, în jurul anului 1900.